# Az aveirói dóm orgonája
A Portugáliában található aveirói dóm orgonája kétmanuálos, pedálos, 32 regiszteres orgona. Tisztán mechanikus játék- és regisztertraktúrával rendelkezik, csúszkaládás rendszerű. A Pécsi Orgonaépítő Manufaktúra Kft. készítette 2013-ban.

## Diszpozíció

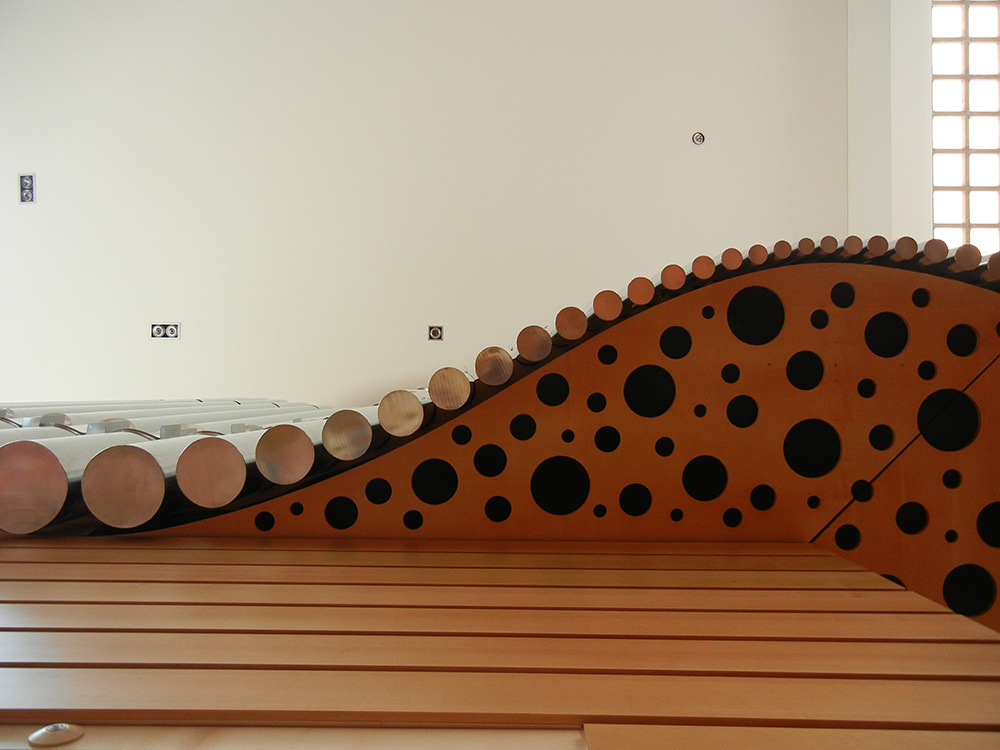

## Diszpozíció[2]
| Pedal (C-f')         | I. Hauptwerk (C-g"')     | II. Schwellwerk                |
| -------------------- | ------------------------ | ------------------------------ |
| 1. Principalbass 16' | 11. Bourdon 16'          | 21. Diapason 8'                |
| 2. Subbass 16'       | 12. Principal 8'         | 22. Salicional 8'              |
| 3. Octavbass 8'      | 13. Gamba 8'             | 23. Doppelgedackt 8'           |
| 4. Violoncello 8'    | 14. Hohlflöte 8'         | 24. Vox coelestis 8' c0–g"'    |
| 5. Bourdonflöte 8'   | 15. Octave 4'            | 25. Violaprincipal 4'          |
| 6. Choralbass 4'     | 16. Rohrflöte 4'         | 26. Traversflöte 4'            |
| 7. Tenorflöte 4'     | 17. Superoctave 2'       | 27. Nasat 2 2/3                |
| 8. Posaune 16'       | 18. Cornett 5× 8' g0–g"' | 28. Waldflöte 2'               |
| 9. Trompete 8'       | 19. Mixtur 4× 1 1/3'     | 29. Terz 1 3/5'                |
| 10. Clairon 4'       | 20. Trompete 8'          | 30. Harmonia aetherea 4× 2 2/3 |
| I + P                | II + I                   | 31. Clarinette 8'              |
| II + P               | II + I 16’               | 32. Oboe 8'                    |
|                      |                          | Tremolo                        |
|                      |                          | II + II 16’                    |
|                      |                          | Mezzoforte                     |